# Cabrerizos
Cabrerizos település Spanyolországban, Salamanca tartományban. Cabrerizos Salamanca, Villares de la Reina, Castellanos de Moriscos, Moriscos, Aldealengua, Calvarrasa de Abajo, Pelabravo és Santa Marta de Tormes községekkel határos. Lakosainak száma 4226 fő (2024).

## Népesség
A település népessége az elmúlt években az alábbi módon változott:
| Lakosok száma | 2322 | 2768 | 3476 | 3773 | 4070 | 4149 | 4196 | 4263 | 4276 | 4226 |
|               | 2001 | 2004 | 2007 | 2009 | 2012 | 2014 | 2017 | 2019 | 2022 | 2024 |